# Storia di Internet

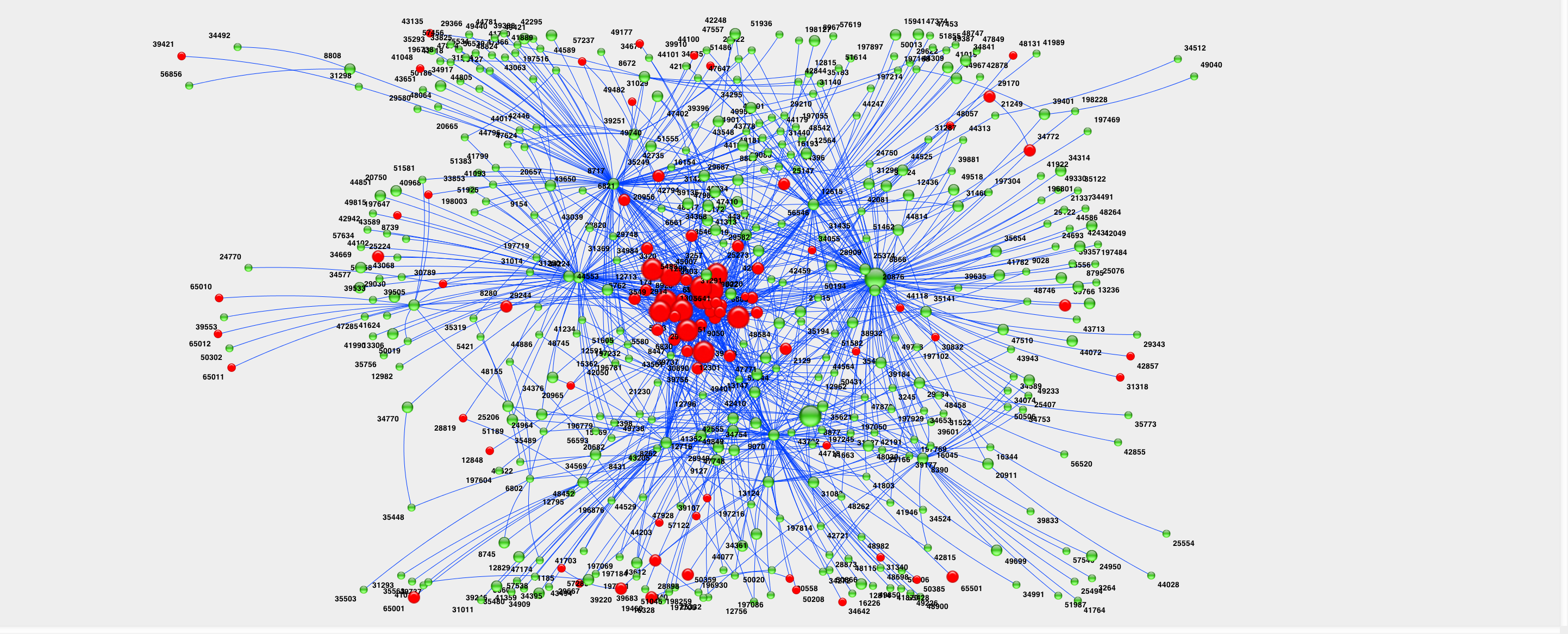
La ragnatela del Web

La storia di Internet è collegata allo sviluppo delle reti di telecomunicazione. L'idea di una rete informatica che permettesse agli utenti di differenti computer di comunicare tra di loro si sviluppò in molte tappe successive. La somma di tutti questi sviluppi ha condotto alla “rete delle reti”, che noi conosciamo oggi come Internet. È il frutto sia dello sviluppo tecnologico, sia dell'interconnessione delle infrastrutture di rete esistenti, sia dei sistemi di telecomunicazione.
I primi progetti di questo disegno apparvero alla fine degli anni cinquanta. Dagli anni ottanta, le tecnologie che oggi costituiscono la base di Internet cominciarono a diffondersi in tutto il globo (Italia compresa). Nel corso degli anni novanta la popolarità della rete è divenuta massiva in seguito al lancio del World Wide Web.
L'infrastruttura di Internet si è espansa in tutto il mondo per creare la rete mondiale globale di computer oggi conosciuta. Dopo aver unito tra loro i Paesi occidentali, si è estesa ai Paesi in via di sviluppo. Oggi grazie a Internet si può avere accesso all'informazione da qualsiasi punto del pianeta, ma non per questo il Terzo mondo ha ridotto il divario digitale che lo separa dal mondo sviluppato. Internet ha contribuito a modificare l'economia mondiale, ma al prezzo di “incidenti di percorso” di elevata gravità, come la bolla speculativa delle dot-com alla fine degli anni novanta.

## Cronologia
- 1960: Vengono avviate le prime ricerche di DARPA, progetto del Ministero della Difesa degli Stati Uniti, in particolare sulle reti a commutazione di pacchetto.[1]
- 1967: È presentato in una conferenza internazionale per la prima volta una pubblicazione su ARPANET.[2]
- 1969: È effettuato il collegamento dei primi computer tra 4 università americane.[3]
- 1971: La rete ARPANET connette tra loro 23 computer.[2]
- 1972: Nascita dell'International Networking Working Group, organismo incaricato della gestione di Internet.[2] Ray Tomlinson propone l'utilizzo del segno @ per separare il nome utente da quello della macchina.[4]
- 1973: Il Regno Unito e la Norvegia realizzarono la prima connessione internazionale, collegandosi alla rete tramite un computer per ciascuno.[2]
- 1979: Creazione dei primi forum di discussione (Usenet) dagli studenti della University of North Carolina.[5]
- 27 ottobre 1980: Primo hack della storia di internet: sperimentando sulla velocità di propagazione delle e-mail, a causa di un errore negli header del messaggio, ARPANET rimane totalmente bloccata[6][7][8][9][10].
- 1981: Nacque in Francia la rete Minitel.[2] In breve tempo diventa la più grande rete di computer al di fuori degli USA.[senza fonte]
- 1982: Definizione del protocollo TCP/IP e della parola "Internet".[2]
- 1983: Creazione dei primi server con uso dei nomi per l'indirizzamento dei siti (name servers).[2]
- 1984: La rete conta ormai mille computer collegati.[2] Nascita del sistema DNS (Domain Name System).[2]
- 1985: Sono assegnati i domini nazionali: .it per l'Italia, .de per la Germania Ovest, .fr per la Francia, e così via. Il 15 marzo viene registrato il primo dominio .com di tutto il mondo, symbolics.com.[11] Viene rilasciata la prima specifica dell'FTP.[2]
- 1986: Viene lanciato LISTSERV, il primo software per la gestione di una mailing list. Il 30 aprile, da Pisa, sede del Centro Nazionale Universitario di Calcolo Elettronico (in acronimo CNUCE, oggi  IIT., Istituto di Informatica e Telematica del CNR) viene realizzata la prima connessione dall'Italia a Internet.[12] L'Italia è il quarto Paese in Europa a collegarsi alla rete.[13]
- 1987: Ad Internet sono connessi 10 000 computer. Il 23 dicembre viene registrato il dominio “cnr.it”, il primo dominio con la denominazione geografica dell'Italia: è il sito del Consiglio Nazionale delle Ricerche.
- 1988: Viene fondato il gruppo di standardizzazione internazionale MPEG.
- 1989: Sono connessi ad Internet centomila computer.[2]
- 1990: Scomparsa di ARPANET.[2] Nascita del protocollo HTTP e del linguaggio HTML.
- 1991: Il CERN (Centro Europeo di Ricerca Nucleare) annuncia la nascita del World Wide Web (www).[4]
- 1992: In marzo, al centro di ricerca CSELT viene dimostrato per la prima volta al mondo il funzionamento completo dello standard MPEG-1 con decoder integrato in un'applicazione su personal computer.[14]
- 1993: Viene rilasciato il primo browser progettato per supportare il web: Mosaic.[4] Il Crs4 (Centro di ricerca, sviluppo e studi superiori in Sardegna) crea e pubblica il primo sito web italiano, secondo in Europa.[15]
- 1994: In Italia, il 15 febbraio si riunisce per la prima volta il gruppo UNI-ISO della Naming Authority italiana presso lo CSELT di Torino, dove trova la sua sede.[16][17] Successivamente, in ottobre, viene fondato il World Wide Web Consortium (W3C).
- 1995: La National Science Foundation cessò di sostenere finanziariamente la dorsale; questo eliminò le ultime restrizioni all'uso commerciale di Internet, segnandone così l'avvio.[18] Pubblicazione della prima specifica di IPv6.[4] Al CRS4 (Centro di ricerca, sviluppo e studi superiori in Sardegna) viene sviluppato il primo servizio di webmail.[19]
- 1996: Sono connessi ad Internet 10 milioni di computer.
- 1999: Viene pubblicato Napster, il primo sistema di file sharing di massa. Nasce l'iniziativa che darà vita al VoiceXML. Gli utenti di Internet sono 200 milioni in tutto il mondo.
- 2006: Nascita del web 3.0.
- 2008: Gli utenti di Internet sono circa 600 milioni in tutto il mondo.
- 2009: Gli utenti di Internet sono circa 1 miliardo in tutto il mondo.
- 2011: Gli utenti di Internet sono circa 2 miliardi in tutto il mondo.[20]
- 2015: Gli utenti di Internet sono oltre 3,3 miliardi in tutto il mondo.[21]
- 2021: Gli utenti di Internet sono oltre 5,3 miliardi in tutto il mondo.[22]

## ARPANET: la prima rete di computer

ARPANET nel 1974

Le origini di Internet si trovano in ARPANET, una rete di computer costituita nel settembre del 1969 negli USA da ARPA (Advanced Research Projects Agency). ARPA fu creata nel 1958 dal Dipartimento della Difesa degli Stati Uniti per dare modo di ampliare e sviluppare la ricerca, soprattutto all'indomani del sorpasso tecnologico dell'Unione Sovietica, che lanciò il primo satellite (Sputnik) nel 1957, conquistando i cieli americani: quando la NASA le subentrò nella gestione dei programmi spaziali l'ARPA assunse il controllo di tutte le ricerche scientifiche a lungo termine in campo militare.
Verso il 1965 l'ARPA cominciò ad avere dei seri problemi di gestione: aveva diversi computer sparsi in varie sedi (tutti molto costosi) che non potevano parlarsi: non avrebbero potuto farlo nemmeno se fossero stati nella stessa stanza. Scambiare file fra loro era quasi impossibile, per via dei formati di archiviazione completamente diversi (e proprietari) che ognuno di essi usava, quindi era necessario molto tempo e molto lavoro per passare dati fra i vari computer, per non parlare dello sforzo necessario per portare e adattare i programmi da un calcolatore all'altro. Per questo Robert Taylor, allora direttore della divisione informatica dell'ARPA, affrontò il problema in modo radicale. Nel 1966 parlò con Charlie Hertzfeld, allora direttore dell'ARPA, e ottenne uno stanziamento di un milione di dollari per il progetto ARPANET.
ARPANET venne pianificato e realizzato dall'IPTO (Information Processing Techniques Office). Questo dipartimento fu gestito in principio da Joseph Licklider, psicologo prima, scienziato informatico poi, al MIT (Massachusetts Institute of Technology) di Boston. ARPANET sarebbe servita a condividere online il tempo di utilizzazione del computer tra i diversi centri di elaborazione dati e i gruppi di ricerca per l'agenzia.
L'IPTO si basò su una tecnologia rivoluzionaria: la commutazione di pacchetto (packet switching), sviluppata da Paul Baran, ingegnere polacco naturalizzato statunitense, alla RAND corporation e da Donald Davies al Laboratorio nazionale britannico di Fisica (British National Physical Laboratory). Si puntava ad un network invulnerabile ad un attacco nucleare. Secondo altre fonti, invece, questa tesi è una leggenda alimentata da un articolo sul «TIME» del 1993 di Philip Elmer-Dewitt..
Così, nell'ottobre 1969 Leonard Kleinrock, titolare del laboratorio dell'Università della California di Los Angeles, fu incaricato di creare il primo collegamento telefonico da computer a computer fra la UCLA e lo Stanford Research Institute, che furono così i primi due nodi di Internet: la prima applicazione che abbia mai funzionato su internet fu una sessione Telnet. Nel dicembre 1969 si aggiunsero alla connessione le università di Santa Barbara e dello Utah, rispettivamente il terzo e quarto nodo. Il quinto nodo fu la BBN (Bolt, Beranek e Newman, una società di ingegneristica acustica di Boston convertita all'informatica applicata), nei primi mesi del 1970, che aveva implementato i primissimi protocolli di ARPANET.

## Le reti da ARPANET a Internet

### TCP/IP e NSFNET
Nell'estate del 1970 vennero collegati il sesto, settimo, l'ottavo e il nono nodo: rispettivamente il MIT, la Rand Corporation, la System Development Corporation e Harvard. Un ulteriore passo nello sviluppo di ARPANET fu quello di collegarla ad altri network, PRNET e SATNET, reti di comunicazione gestite da ARPA: alla fine del 1971 Internet era composta di 15 nodi, e alla fine del 1972 aveva 37 nodi. Fin da allora la sua crescita avveniva a velocità esponenziale.
Nel 1973 Robert Kahn, di ARPA, e Vinton Cerf, della Stanford University, misero per iscritto la struttura di Internet. Sempre nello stesso anno fu istituito il progetto del protocollo di controllo trasmissione (TCP), standard indispensabile per la comunicazione tra reti di computer. Nel 1978 Cerf, Postel e Crocker hanno aggiunto un protocollo tra rete e rete (IP), mettendo a punto il definitivo protocollo su cui ancor oggi opera Internet, il TCP/IP.
Nel 1983 il Dipartimento della Difesa statunitense, preoccupato per possibili buchi nella sicurezza, creò MILNET, per scopi unicamente militari. ARPA-INTERNET è subentrata come rete esclusivamente dedicata alla ricerca.
Nel 1986 la «National Science Foundation» americana creò la rete NSFNET per collegare le università americane ai propri supercalcolatori e raccordarle con ARPANET. Nel 1988 iniziò a usare come sua dorsale ARPANET.
Nel 1990 ARPANET, ormai obsoleta, venne smantellata. La NSF venne incaricata dal governo statunitense di amministrare l'intera rete accademica negli USA.

Con gli anni si passò via via alla privatizzazione di Internet. Nel 1995, NSFNET venne chiusa e la privatizzazione prese il sopravvento.
Gli anni novanta assistettero al proliferare dei fornitori di servizi internet. Ciò divenne possibile grazie al progetto originario di ARPANET, decentralizzato e basato su protocolli di comunicazione aperti.

### BBS
L'altra origine di Internet si trova nel "BBS" (Bulletin Board System), un sistema di bacheca elettronica sorto alla fine degli anni settanta. Nel 1977 due studenti dell'Università di Chicago, Ward Christensen e Randy Suess, scrissero un programma battezzato MODEM.ASM, che permetteva il trasferimento di file tra i loro personal computer e nel 1978 misero a punto anche il Computer Bulletin Board System, che consentiva al pc di trasmettere e archiviare messaggi. Entrambi i programmi vennero distribuiti dai loro creatori, in forma open source.
Nel 1983 Tom Jennings ideò FIDO, un proprio programma per le BBS, che diede vita ad una rete, FIDONET.

### Il protocollo UUCP
Nel 1978 nasce UUCP (Unix-to-Unix copy protocol), che consente ai computer la copia dei file. Basandosi su questo, nel 1979 nacque un programma di comunicazione per computer UNIX. Nacquero così reti di comunicazione tra computer, chiamate Usenet News, al di fuori di ARPANET. Poi ARPANET e Usenet si unirono creando Internet, a partire da un gruppo di laureati dell'Università di Berkeley, che crearono un ponte tra ARPANET e Berkeley, che era nodo della rete del governo.
Unix diede anche vita al movimento open source, che tenta di tenere aperto l'accesso a tutte le informazioni relative al software. Nel 1984, un programmatore del laboratorio di intelligenza artificiale del MIT, Richard Stallman, fonda la Free Software Foundation, introducendo il concetto di copyleft, opposto al copyright. Stallman sottintendeva a tutto questo che chiunque avesse utilizzato il software messo liberamente a disposizione in cambio avrebbe dovuto distribuire in rete il codice migliorato. Stallman creò un'alternativa a UNIX, il sistema operativo GNU e lo rese pubblico in rete, con la sola clausola di rispettare il copyleft.
Su questa base, nel 1991 Linus Torvalds, studente allora ventiduenne dell'Università di Helsinki, sviluppò un nuovo sistema operativo basato su UNIX, in modo da trovare qualcosa che "girasse" sulle sue macchine di poco costo, non potendosi permettere di meglio a livello hardware. Così è nato il kernel Linux.

## Il protocollo TCP/IP diventa mondiale

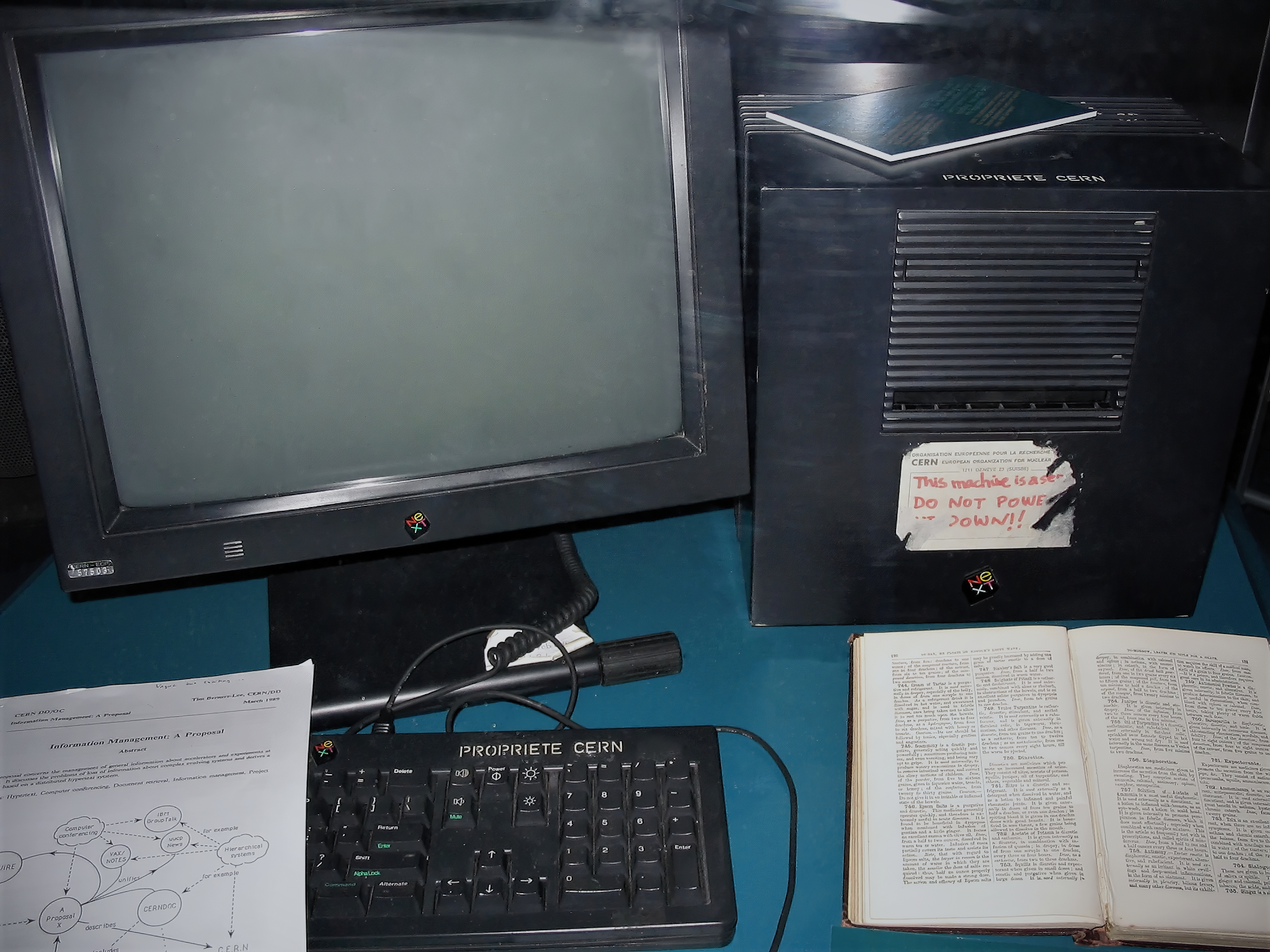
Il computer NeXT di Tim Berners-Lee che divenne il primo server web, esposto nel Globo della Scienza e dell'Innovazione del CERN.

Caratteristica del web è che più documenti provenienti da diversi computer possono apparire contemporaneamente sullo schermo.

La prima connessione con questo protocollo al di fuori degli Stati Uniti fu stabilita nel 1982 con la Norvegia, e con la Gran Bretagna, a pochi mesi di distanza l'una dall'altra. I due Paesi erano già uniti ad ARPANET fin dal 1973, quindi si trattò in realtà della riconversione con la nuova tecnologia di una connessione già esistente.

### Il CERN di Ginevra: l'Internet europea
Nel 1984 l'Europa cominciò l'aggiornamento della sua rete al protocollo TCP/IP. Il processo si concluse solo alla fine del decennio. La Cisco Systems, una piccola impresa all'epoca specializzata nella costruzione di router, venne incaricata dal CERN, l'istituto per la ricerca scientifica avanzata della Comunità Europea, di sviluppare la parte europea di Internet attraverso il passaggio dalla rete UUCP esistente verso il nuovo protocollo. Nel 1989 il CERN aprì la sua prima connessione TCP/IP esterna.

Ciò coincise con la creazione del RIPE (Réseaux IP Européens, Rete degli IP europei), da parte di un gruppo di amministratori di reti IP. La rete venne ideata durante le riunioni periodiche del gruppo. Successivamente, nel 1992, il RIPE venne registrato ufficialmente come cooperativa.

### Asia e Pacifico
Alla fine degli anni ottanta anche le università del continente australiano completarono la revisione tecnologica della rete, eseguendo il passaggio al protocollo TCP/IP. D'altra parte tecnologie come l'X.25 e la UUCP si erano dimostrate molto costose e questo ne aveva limitato la diffusione. È nel 1989 che le università australiane si uniscono alla rete TCP/IP creando la AARNet.
In quegli stessi anni Internet cominciava il suo ingresso nell'esteso continente asiatico. Il Giappone, che nel 1984 aveva fondato JUNET, una rete dentro la rete UUCP, si connetté alla NSFNet nel 1989. La città giapponese di Kōbe fu scelta come sede del meeting annuale dell'Internet Society per l'anno 1992.

Singapore sviluppò la sua rete TECHNET nel 1990; la Thailandia si unì alla rete mondiale nel 1992 grazie all'iniziativa dell'Università Chulalongkorn.

## La biblioteca mondiale: da Gopher al Web

### ARCHIEeWAIS
I ricercatori nel periodo che segue la creazione di internet cercarono di rendere l'utilizzo della strada più user-friendly in modo da raggiungere non solo studenti e ricercatori ma una vasta gamma di utenti.

Già nel 1989 fu avviato il primo passo in questa direzione, quando Peter Deutch della Mc Gill University di Montréal, inventa ARCHIE, un programma in grado di indicizzare il contenuto di molti archivi pubblici di file presenti su Internet e sino ad allora “sparsi” per la rete.
Poco tempo dopo fu sviluppato il primo sistema di “ricerca informazioni distribuito” il cosiddetto WAIS (Wide Area Information Server). WAIS era in grado da un lato, di indicizzare enormi quantità di file, dall'altro, di effettuare ricerche su di essi. Si pensi che nel server WAIS venne ospitato l'intero database delle RFC (Request For Comment). Vista la sua complessità, WAIS venne ben presto abbandonato.

### Gopher eVERONICA
Il primo strumento (non si parla ancora di Browser) di “Interfaccia Universale” alle risorse di rete fu Gopher. Esso adottava menù descrittivi a struttura gerarchica e soprattutto si basava su un'architettura di tipo client-server. Al successo di Gopher contribuì enormemente un programma in grado di effettuare ricerche nel cosiddetto “Gopher-Space”: VERONICA (Very Easy Rodent Oriented Netwide Index to Computerized Archives).
Gopher fu inventato da Paul Lindner e Mark Mc Cahill. Il suo nome è dovuto alla mascotte dell'Università del Minnesota ed in inglese significa “marmotta”: un simpatico roditore che scava gallerie nel terreno. Poiché (metaforicamente) il Gopher “scava” gallerie attraverso Internet, i suoi inventori decisero di affibbiargli questo nome.
Mentre Gopher raggiungeva l'apice del suo successo, nei laboratori del CERN di Ginevra veniva sviluppato però il World Wide Web (WWW), la grande ragnatela mondiale.

### Nascita del World Wide Web

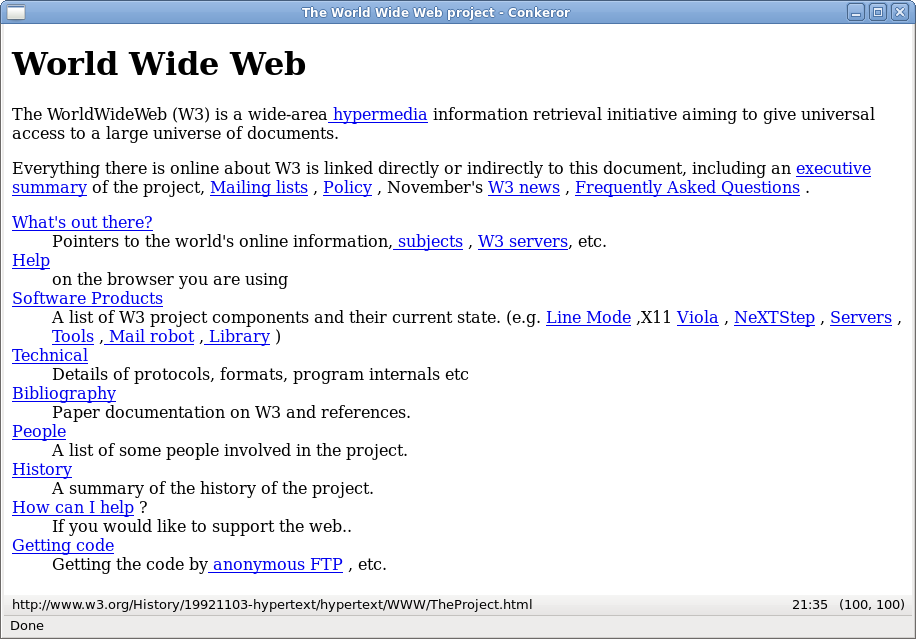
Immagine della prima pagina Web creata al CERN

Il dispiegamento delle potenzialità di Internet e la sua progressiva diffusione popolare sono però frutto dello sviluppo del WWW, il World Wide Web, un sistema per la condivisione di informazioni in ipertesto del 1990 sviluppato da Tim Berners-Lee presso il CERN (Centro Europeo per la ricerca nucleare). L'opera di Berners-Lee può essere vista come il risultato di una serie di idee e progetti anche con sfondo utopico, a partire dagli anni 1930, iniziando con il Memex di Vannevar Bush; nel 1968 con l'OnLine System di Douglas Engelbart, che includeva un'interfaccia grafica da usare con un nuovo strumento, il mouse. Ted Nelson, nel suo testo Computer Lib/Dream Machine, manifesto politico del 1965, aveva immaginato una forma pura e totalmente aperta di ipertesto e un sistema utopico sulla base di queste idee, XANADU. Questi sogni furono comunque trasformati in realtà prima da Bill Atkinson con il sistema HyperCard di Apple Computer e definitivamente da T.B. Lee nel 1980 con il suo Enquire.
Tim Berners-Lee e Robert Cailliau nel 1990 misero a punto il protocollo HTTP e una prima specifica del linguaggio HTML, sulla base dei quali sono stati realizzati un primo programma browser/editor ipertestuale per il WWW, utilizzato all'interno del CERN nel 1991. In particolare, il 6 agosto 1991 Berners-Lee pubblicò il primo sito web al mondo, presso il CERN, all'indirizzo https://web.archive.org/web/20150717103715/http://info.cern.ch/hypertext/WWW/TheProject.html.

### Primi browser
Nel 1993 uscì Mosaic, il primo browser creato per il web: combinava una capacità grafica avanzata e diverse tecnologie d'interfaccia multimediali. Il padre di Mosaic è, a buon diritto, Marc Andreessen. Da lui nacque la Mosaic Communications, che poi prese il nome di Netscape Communication. Nel 1994 Andreessen creò anche il primo browser commerciale, Netscape Navigator che, successivamente, fu reso disponibile online. Microsoft scoprì Internet nel 1995 e fece uscire il browser Internet Explorer installabile sul proprio sistema operativo Windows 95.
Sempre nello stesso anno, la Sun Microsystem progettò il linguaggio di programmazione Java, che permette di eseguire programmi scaricati da Internet in sicurezza grazie alla tecnologia degli Applet. Nel 1998, Netscape rilasciò in rete il codice sorgente di Navigator.
Internet è nato nella mente e nelle utopie di tante persone nei primi anni sessanta, ma per la massa, per le imprese e per il mondo nel complesso, la rete delle reti si è affermata nel 1995. È dall'ampia diffusione delle tecnologie del World Wide Web che si comincia a parlare sempre di più del commercio elettronico anche per gli utenti finali e non solo per le transazioni fra grandi imprese.